# .338 Winchester Magnum
.338 Winchester Magnum — безфланцевий пляшкоподібний набій з пояском ,338 дюйм (8,6 мм) калібру представлений в 1958 році компанією Winchester Repeating Arms. Він створений шляхом вибухового розширення короткої гільзи .375 H&H Magnum. Калібр ,338 дюйм (8,6 мм) вважають початковим калібром серед набоїв середнього калібру. .338 Winchester Magnum обирають гіди на Алясці, які супроводжують клієнтів до бурих ведмедів (особливо грізлі) коли потрібно зупинити атакуючого ведмедя. Це також популярний набій середнього калібру у Північній Америці, а тому існує широкий вибір гвинтівок саме під цей набій серед гвинтівок середнього калібру. Довжина затвора така сама, як і у .30-06, а тому більшість виробників гвинтівок в США випускають зброю під цей набій, в тому числі самозарядна Browning BAR Mk II Safari, що робить зброю потужною комбінацією проти атакуючої небезпечної дичини. Набій призначався для полювання на дичину великих видів в Північній Америці, крім того, він підходить для полювання на тонкошкіру африканську дичину.

## Історія набою
.338 Winchester Magnum з'явився завдяки експериментам, які проводили Чарльз О'Ніл, Елмер Кіт і Дон Гопкінс із набоями стріляючи кулями ,333 дюйм (8,5 мм) наприкінці 1940-х років. Використання куль ,333 дюйм (8,5 мм) сьогодні може здатися дивним, але на той час це був стандартний діаметр європейських куль .33, які були більш поширені ніж кулі діаметру ,338 дюйм (8,6 мм), що були використані в набоях, наприклад .33 Winchester. Крім того кулі,333 дюйм (8,5 мм) були доступними у більшій вазі ніж кулі калібру ,338 дюйм (8,6 мм). Експерименти О'Ніла, Кіта та Гопкінса призвели до появи набою .333 OKH, який було створено на базі гільзи .30-06 Springfield шляхом розширення до .33 калібру та набою .334 OKH де було використано коротшу гільзу набою .375 H&H Magnum і звужено дульце. 
В 1958 році було представлено набій .338 Winchester Magnum разом з набоями .264 Winchester Magnum та .458 Winchester Magnum, усі вони використовували однакову гільзу від набою .375 H&H Magnum, яка була збільшена вибухом та вкорочена до 63,5 мм, приблизно як .334 OKH. Після появи набою компанія Winchester запропонувала кулі вагою 13 г зі швидкістю 910 м/с, 16 г зі швидкістю 820 м/с та 19 г зі швидкістю 750 м/с. Пізніше компанія Winchester представила гвинтівку Winchester Модель 70 Alaskan під це набій. Таке використання не залишало сумнівів, що набій призначався для полювання на велику важку небезпечну дичину. 

## Конструкція та специфікація
Набій .338 Winchester Magnum мав сучасну конструкцію де гільза мала мінімальну конусність для збільшення об'єму, а також для кращого заряджання та екстракції. Набій .338 Winchester Magnum створено на базі .375 H&H Magnum, який було вкорочено до 63,5 мм, розширено вибухом та обтиснуто дульце для утримання кулі ,338 дюйм (8,6 мм). Гільза мала об'єм 86.0 гран H2O (5.58 см3). Набій відповідає конструкції набоїв Weatherby Magnum стандартної довжини, таких як .257 Weatherby Magnum, .270 Weatherby Magnum та 7 mm Weatherby Magnum, для яких компанія Winchester випускала базові гільзи до 1948 року.
Commission Internationale Permanente pour l'Epreuve des Armes à Feu Portatives(CIP) та Sporting Arms and Ammunition Manufacturers' Institute (SAAMI) керують та регулюють специфікації відносно набою .338 Winchester Magnum.
SAAMI та CIP рекомендують використовувати ствол з 6 канавками з кроком нарізки один оберт на 10 дюйм (250 мм) з діаметром стволу по полям Ø ,330 дюйм (8,4 мм) та діаметром по канавкам Ø ,338 дюйм (8,6 мм), при цьому кожна канавка має ширину ,110 дюйм (2,8 мм). Рекомендований SAAMI середній тиск набою становить 64 000 psi (4 400 бар). За CIP тиск набою обмежено 4 300-барів (62 000 psi).

## Продуктивність
Цей набій може розігнати кулю вагою 14,6 г до швидкості 850 м/с, створюючи енергію 3 918 фут⋅фунтс (5 312 Дж), при цьому така енергія зберігається на відстані в 200 ярдів, що приблизно дорівнює дуловій енергії набою .30-06 Springfield. Кулі мають різну конструкцію та вагу від 150 до 300 гран. Тиск за SAAMI становить 64,000 psi.
Набій .338 Winchester Magnum дозволяє стріляти важчими кулями ніж кулі .30 калібру (7,62 мм). Найбільш поширеними кулями для набою .338 Winchester є кулі вагою від 13 г до 16 г. Зазвичай вага заводських зарядів становить 13 г, 14 г, 14,6 г та 16 г. Типова швидкість куль такої ваги коливається від 900 м/с для кулі вагою 13 г до 810 м/с для кулі вагою 16 г, кожна з них створює приблизно 3 900 фут⋅фунтс (5 300 Дж) енергії. Це приблизно на 25% більше ніж енергія, яку створює набій 30-06 Springfield.
Заряд Winchester 13 г Ballistic Silvertip (SBST338) створює енергію в 1 600 фут⋅фунтс (2 200 Дж) на відстані 625 ярд (572 м) та 1 000 фут⋅фунтс (1 400 Дж) на відстані 800 ярд (730 м). Заряд Winchester Combined Technologies Accubond (S338CT) збільшує відстань на якій утворюється така кількість енергії до 675 ярд (617 м) та 850 ярд (780 м) відповідно.
Заряд Hornady 13 г SST Superformance має дулову енергію 4 076 фут⋅фунтс (5 526 Дж) та швидкість 923 м/с. Він утримує енергію 1 899 фут⋅фунтс (2 575 Дж) при швидкості 630 м/с на відстані 500 метрів. Заряд Hornady 14,6 г SST Superformance дає дулову енергію 4 029 фут⋅фунтс (5 463 Дж) та швидкість 865 м/с. Він утримує енергію 2 025 фут⋅фунтс (2 746 Дж) при швидкості 613 м/с на відстані 500 метрів. Такі дані отримані при стрільбі зі стволу довжиною 24", їх можна порівняти з випробуваннями 338 Lapua яким стріляли зі ствола довжиною  27,5". Цифри були б вищими, якби стріляли з тестового ствола 27,5", але все ж таки більш ніж на 45 м/с повільніше, ніж 338 Lapua, якщо тестувати зі стволом тієї ж довжини.
Відбій у цього калібру доволі потужний, з енергією віддачі приблизно 31 фут⋅фунтс (42 Дж) при вазі гвинтівки 9 фунт (4,1 кг). Це приблизно вдвічі більше за відбій набою .308 Winchester. Подібну сильну віддачу можна зменшити за допомогою правильно спроєктованих прикладів та потиличників. Для порівняння, цей набій має меншу віддачу, ніж інші більш потужні набої калібру .338, наприклад .338 RUM, .340 Weatherby та .338 Lapua.

## Використання в спорті
Коли було представлено набій .338 Winchester перевагу надавали важким кулям, які важили 16-19 г. Проте, з того часу вподобання змінилися в сторону легших куль, які важили 13-14,6 г. Це сталося через розвиток технологій з виробництва куль. Сучасні легкі кулі можуть триматися та пробивати глибше ніж важкі кулі минулого.
В Північній Америці набій .338 Winchester Magnum зазвичай використовують для полювання на великих оленевих, наприклад вапіті та лосі. Набій є популярним серед мисливців на вапіті з кулями вагою 13-14,6 г є найкращими для великої дичини класу 3, таких як вапіті або лосі.
Крім великих видів оленів набій .338 Winchester Magnum часто використовується для полювання та захисту від небезпечної дичини 3 класу, особливо від великих ведмедів, включаючи гризлі, білих і бурих ведмедів. Набій часто носять рибалки, мисливці та гіди на Алясці й в Канаді для захисту, оскільки зустрічі з цими видами ведмедів можуть бути звичайним явищем.
Гвинтівка під набій .338 Winchester Magnum можна вважати чудовим варіантом для полювання рівнинну дичину в Африці. Він також визнаний ефективним для полювання на великих котячих, де дозволено використовувати цей набій для полювання. 

## Гвинтівки та боєприпаси
Через популярність набою всі виробники вогнепальної зброї Північної Америки пропонували гвинтівки під набій .338 Winchester Magnum. Ruger, Browning, Kimber, Remington, Savage, Weatherby, Mossberg, Howa та Winchester випускали зброю під цей набій в кількох лінійках. Майже всі кустарні виробники гвинтівок в США та Канаді випускають гвинтівки під набій .338 Winchester. В Європі випуском гвинтівок під цей набій займалися Blaser, Mauser, Sako та Tikka. Велика кількість варіантів гвинтівок, доступних у .338 Winchester Magnum, пропонує стрільцю великий вибір серед доступних гвинтівок. 
Усі виробники боєприпасів у Північній Америці пропонують на продаж набої .338 Winchester Magnum з різними зарядами. На даний час Federal має шість лінійок боєприпасів Vital-Shok та Fusion, Hornady має п'ять, у тому числі чотири в лінійці боєприпасів Superformance, які поклали кінець лінійкам легких та важких магнум боєприпасів, але допомогли збільшити швидкість на 61 м/с не змінивши відбій або дуловий спалах. Набій вагою 185 гран GMX (gilding metal expanding) має наступні характеристики: дулова швидкість 940 м/с, на відстані 91 м швидкість становить 870 м/с, дулова кінетична енергія 3 896 фут⋅фунтс (5 282 Дж), а на відстані 91 м енергія становить 3 337 фут⋅фунтс (4 524 Дж). Набої вагою 200 гран Remington та Winchester мають по чотири заряди кожний. Кілька дрібних виробників боєприпасів, в тому числі Cor-Bon та Double Tap, також випускають заряди до набою. 